# Oreocereus piscoensis
Oreocereus piscoensis là một loài thực vật có hoa trong họ Cactaceae. Loài này được (Rauh & Backeb.) F. Ritter mô tả khoa học đầu tiên năm 1981.